# Jimeno Garces de Pamplona
Jimeno al II-lea Garces (n.  ? – d. 29 mai 931 d.Hr.) a fost fratele regelui Sancho I de Pamplona și fiul lui Garcia Jimenez, conceput cu a doua sa soție, Dadildis de Pallars.
El a domnit de la 925 până la moartea sa în 931. În timp ce, uneori, se spune ca el a fost regentul nepotului său Garcia, într-un document contemporan apare numele său ca rege și nu ca nepot al său. Abia în ultimul an al domniei sale, Garcia apare cu titlu regal. 
În 927, el a condus o armată în sud pentru a-l spijini pe Abd-ar-Rahman al III-lea, Emir de Cordoba, nepotul soției lui Jimeno. Jimeno s-a căsătorit cu Sancha Aznárez, sora reginei Sancho,  Toda Aznárez și nepoata regelui Fortun Garcés.
1. ↑  The Peerage